# Johannes Weinberg
Johannes Weinberg (geb. 1932 in Potsdam) ist ein Hochschullehrer und Fachautor für Erwachsenenbildung, vor allem tätig in Münster/Westfalen.

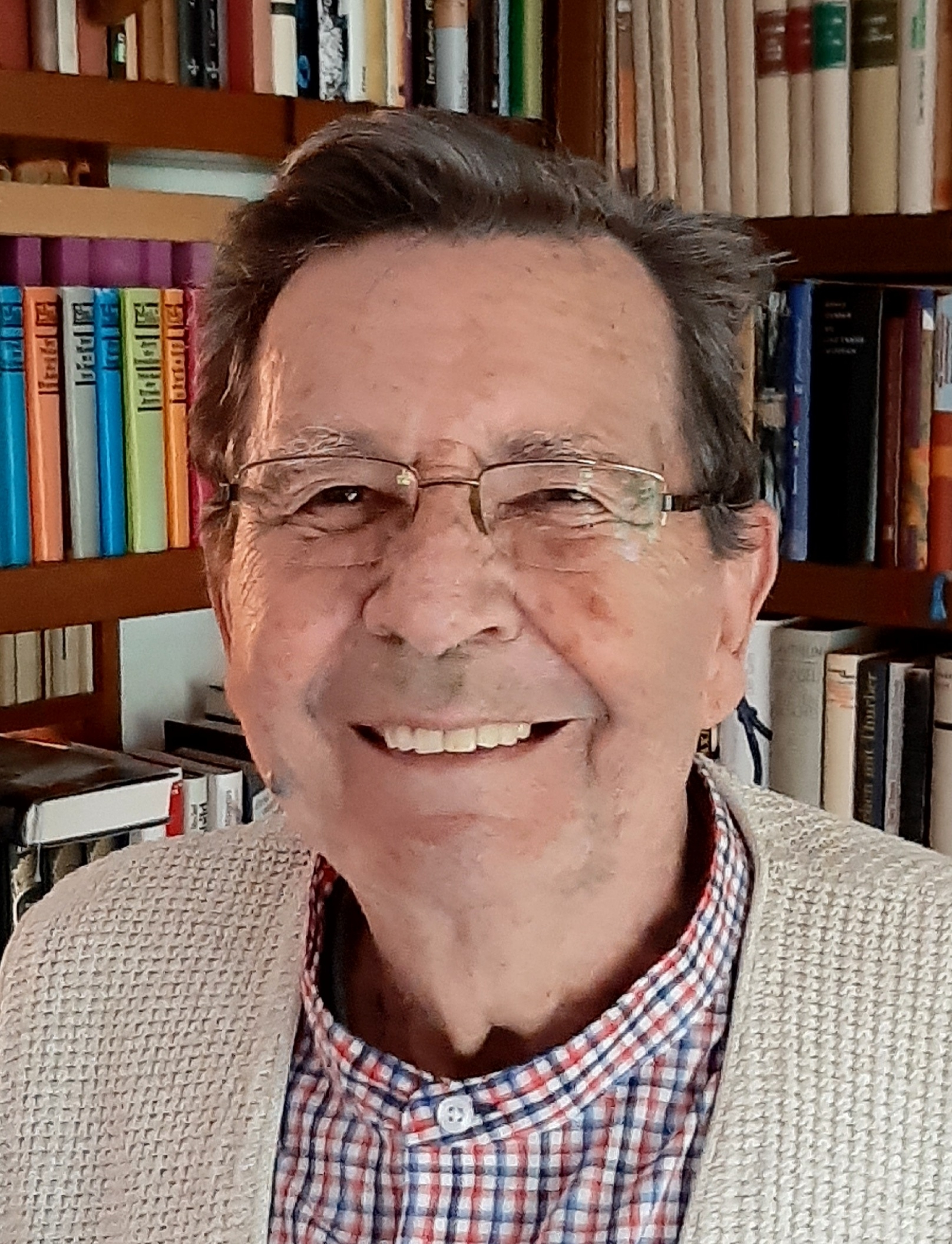
Prof. Dr. Johannes Weinberg (Sept. 2022)

## Leben und Berufsweg
Aufgewachsen ist Weinberg in Berlin, Guben, im Oderbruch, Munster in der Lüneburger Heide und Seelze bei Hannover. Sein Abitur legte er 1952 in Hannover ab. Von 1947 bis 1961 engagierte sich Weinberg bei der Christlichen Pfadfinderschaft, die er nach eigenen Angaben auch als eine Zeit des politischen Lernens resümierte.
Er studierte Germanistik, Geschichte sowie Pädagogik an der Freien Universität Berlin und den Universitäten Freiburg, Göttingen und Bonn; seine Dissertation von 1962 behandelte „Die Kirchenpolitik des Großen Kurfürsten in Preußen“. – Stets auch kulturpolitisch initiativfreudig, beteiligte Johannes Weinberg sich am 8. Dezember 1961 an der im Rahmen des „Studium Universale“ der Universität Bonn soeben von Gerd Hergen Lübben gegründeten Bühne für sinnliche Wahrnehmung – KONZIL mit der Regie einer Hörspiel-Uraufführung („Ich fahre die Reikjaveneta“ von Ludwig Verbeek) sowie mit konstruktiv-kritischen „Vermerken“ zu dieser neuartigen Veranstaltungsreihe.
Seinen Berufsweg begann Weinberg als pädagogischer Mitarbeiter beim Hessischen Landesverband für Erwachsenenbildung in Frankfurt am Main 1962. Von 1964 bis 1971 arbeitete er als wissenschaftlicher Mitarbeiter in der Pädagogischen Arbeitsstelle des Deutschen Volkshochschulverbandes und war dort zunächst für die Internationale Erwachsenenbildung zuständig und mit Arbeitsplananalysen beschäftigt. Im Laufe der Jahre wurde das Thema Lehren und Lernen im Kontext zeitgenössischer sozialpsychologischer und soziologischer Theorien und Untersuchungen für ihn zentral.
Ab 1971 war Weinberg Hochschullehrer für Allgemeine Pädagogik mit dem Schwerpunkt Erwachsenenbildung / Außerschulische Jugendbildung an der Pädagogischen Hochschule und später – nach der Fusion von PH und Universität – an der Universität in Münster, wo er bis zu seiner Pensionierung 1997 lehrte. Zu seinen Schwerpunkten gehörten die Geschichte, die Didaktik und die Anthropologie der Erwachsenenbildung.
Johannes Weinberg war in den 1980er Jahren an zwei empirischen Untersuchungen zur Entwicklung der gewerkschaftlichen politischen Bildung in Nordrhein-Westfalen entscheidend beteiligt. 1978 war Weinberg zusammen mit Horst Siebert Mitbegründer und viele Jahre Herausgeber des Literatur- und Forschungs-Reports Weiterbildung, heute Zeitschrift für Weiterbildungsforschung, in der er auch zahlreiche Artikel und Rezensionen veröffentlichte. In der vorbereitenden Planungskommission des 1984 verabschiedeten Arbeitnehmerweiterbildungsgesetzes (= Bildungsurlaubsgesetzes) für NRW arbeitete er intensiv mit. Ab 1992 war Weinberg auch Berater des BMBF-Projekts „Qualifikations-Entwicklungs-Management/Lernkultur Kompetenzentwicklung“ (QUEM), mit dessen Forschungen die Arbeitsgemeinschaft betriebliche Weiterbildungsforschung (ABWF) informelles Lernen in Betrieben und Regionen sowie Weiterbildungs-Strukturentwicklung in den sog. neuen Ländern bis 2006 begleitete.
Im Archiv des Deutschen Instituts für Erwachsenenbildung befindet sich seit 2017 ein Vorlass.

## Veröffentlichungen (Auswahl)
- "Das Zentrum sind für mich die Lehr-Lern-Prozesse". Leben lernen in Deutschland 1932 bis 2024, hrsg. von Heidi Behrens, Paul Ciupke und Norbert Reichling, Ulm 2025, ISBN 978-3-86281-191-5

- Hans Tietgens' Annäherungen an das Politische, in: Paul Ciupke/Norbert Reichling (Hrsg.): Versachlichen - Deuten - Gegensteuern. Hans Tietgens und die politische Erwachsenenbildung, Bielefeld 2022, S. 29–52.

- Hans Tietgens. Eine Spurensuche 1922–1958, Hamburg 2012 (mit Heino Kebschull)
- Generationenwechsel in der Wissenschaft der Erwachsenenbildung (2005)[4]
- Der Strukturplan Weiterbildung – ein perfektionistisches Konzept, in: Erhard Schlutz (Hrsg.): Modernisierung, Umbrüche und Wandel in der Erwachsenenbildung, Bremen: Institut für Erwachsenen-Bildungsforschung 2005, S. 53–76
- Weil Reflexion über sich und die anderen an allen Orten der Stärkung und Ausweitung bedarf, geht es zurzeit primär um die Förderung der Lernkulturen, in: Kerstin Pohl/Klaus-Peter Hufer (Hrsg.): Positionen der politischen Bildung. 2. Ein Interviewbuch zur außerschulischen Jugend- und Erwachsenenbildung, Schwalbach/Ts. 2004 S. 284–301
- Einführung in das Studium der Erwachsenenbildung, (mehrere Auflagen seit 1989 u. a.) Bad Heilbrunn 2000[5]
- Lernen in Selbsthilfeorganisationen und in regionalen Bildungsprojekten, Literatur- und Forschungsreport Weiterbildung, Jg. 1997 (mit Johanna Kohn)[6]
- Der deutsch-deutsche Transformationsprozeß seit 1989. Eine Herausforderung an die Erwachsenenpädagogik? in: Johannes Weinberg / Wolfgang Eichler u. a., Erziehung und Erziehungswissenschaft in der BRD und der DDR. Bd. 3. Die Vereinigung der Pädagogiken (1989–1995), Weinheim 1996
- Die Bürde der Nützlichkeit. Anmerkungen zu einem alten Dilemma der Pädagogik (1996)[7]
- Menschenbild und Menschenbildung. Bildungstheoretische Konsequenzen der unterschiedlichen Menschenbilder in der ehemaligen DDR und in der heutigen Bundesrepublik, Münster 1993 (mit John Erpenbeck)
- Lernen und politische Bildung im außerschulischen Bildungsbereich – Eine Situationsbeschreibung. in: Bundeszentrale für politische Bildung (Hrsg.): Schule und Erwachsenenbildung. Bonn 1987, S. 72–95
- Bildungsarbeit zwischen finanziellen Einschränkungen und technisch-ökonomischen Wandel. Politische Erwachsenenbildung der Gewerkschaften in Nordrhein-Westfalen 1981–1983, Opladen 1986 (mit Jürgen Ries u. a.)
- (Hrsg.) Theodor Geiger: Erwachsenenbildung aus Distanz und Verpflichtung, Bad Heilbrunn 1984
- Politische Erwachsenenbildung der Gewerkschaften in Nordrhein-Westfalen 1976–1980, Wiesbaden 1983 (mit Hanns Wienold)
- Ergebnisse der Lehrforschung für die Erwachsenenbildung, in: Hans Tietgens u. a.: Erwachsenenbildung zwischen Wissenschaft und Unterrichtspraxis, Braunschweig: 1977, S. 56–93
- Beiträge zum Strukturplan Weiterbildung, Bonn 1976 (mit Joachim Dikau und Wolfgang Schulenberg)
- Deutsch für Deutsche. Sprache im Alltag, Frankfurt/Main 1973
- Erwachsene im Feld des Lehrens und Lernens, Braunschweig 1971 (mit Hans Tietgens)
- Experimente und Veränderungen. Tendenzen der Erwachsenenbildung in Europa und Übersee, Braunschweig 1969 (mit Helmuth Dolff)